# Route migratoire
Ne doit pas être confondu avec migration des oiseaux.
Une route migratoire est un itinéraire par lequel certaine proportion d'une population se déplace, par petits groupes ou isolément, souvent en traversant une ou plusieurs frontières, pour se soustraire aux difficultés qu'elle éprouve dans son territoire d'origine.

## Définitions
Le terme de route migratoire se réfère aux axes de communications empruntés notamment lors de déplacement de population humaine à la suite de désastres, de conflits, ou pour des raisons économiques, etc. Ces routes présentent des risques variés pour les personnes les empruntant tant du fait des intermédiaires exploitant ces voies (par exemple, le trafic d'êtres humains, les viols, l'esclavage moderne, etc.,,) que par la nature de ces voies (traversée de zone aride où d'étendues d'eau importantes sur des embarcations de fortunes, etc.).

## Zones géographiques

### Afrique-Asie vers l'Europe
Parmi les routes migratoires notables figurent :
- Route méditerranéenne occidentale
- Route méditerranéenne centrale
- Route méditerranéenne orientale
- Route d'Afrique de l'Ouest
- Route Pouilles-Calabre
- Route de l'Arctique
- Route Albanie-Grèce
- Route des Balkans occidentaux
- Route orientale

### Afrique-Asie-Amérique vers les États-Unis
La route des Amériques est une route migratoire partant d'Amérique du Sud où des États d'Amérique centrale (Cuba, etc.) et se rendant aux États-Unis par le Mexique. Depuis quelques décennies, elle est également empruntée par des ressortissants de pays asiatiques où africains à la recherche d'une porte d'entrée alternative aux États-Unis. Les migrants ne provenant pas d'Amérique latine pouvaient bénéficier, en 2016, de documents de voyage temporaires car le Mexique n'avait généralement pas d'accord de réadmission avec leurs pays d'origine.

## Sources